# Краби (аэропорт)
Международный аэропорт Краби (тайск. ท่าอากาศยานกระบี่) — международный аэропорт, обслуживающий провинцию Краби, Таиланд. Он расположен примерно в 7 км к востоку от города. Аэропорт открылся 10 июля 1999. В 2015 году аэропорт принял 3,689,672 вылетов и прилётов. Терминал рассчитан на три миллиона пассажиров, но их количество возросло, и расширение аэропорта поднимет это число до пяти миллионов.